# Мерод-Вестерло, Жан-Филипп-Эжен де
Граф Жан-Филипп-Эжен де Мерод (фр. Jean-Philippe-Eugène de Mérode; 22 июня 1674, Брюссель — 12 сентября 1732, замок Мерод (Мероде), маркиз де Вестерло — генерал-фельдмаршал Священной Римской империи.

## Биография
Сын Максимильена, графа де Мерод, фон Петерсхейм и Штейн, и Изабеллы-Маргариты-Франсуазы де Мерод, наследницы маркизата Вестерло.
Граф де Баттенбург, д'Элен и Священной Римской империи, гранд Испании 1-го класса, 
Его отец умер в 1675 году, и мать через два года вышла вторым браком за герцога Иоахима Эрнста фон Гольштейн-Ретвиша, генерала кавалерии в Испанских Нидерландах.
Будучи хилого телосложения, юный граф де Мерод сопровождал своего отчима в поездке в Испанию, и за три года пребывания в этой стране южное солнце укрепило его конституцию.
В 1689 году, с началом войны Аугсбургской лиги, 15-летний Мерод поступил на военную службу в части герцога Гольштейн-Ретвиша, а затем отправился волонтёром на оборону Орана, осаждённого марокканским султаном. Вернувшись в Испанию после снятия осады, получил от короля Карла II право выбрать награду: орден Золотого руна или командование полком, и предпочёл орден, полагая, что в дальнейшем сможет заслужить и служебное повышение.
В 1692 году воевал добровольцем на Голландском театре; 3 августа сражался в битве при Стенкерке в частях Вильгельма III Оранского, и проявил храбрость, удостоившись похвалы английского короля, произнёсшего в адрес Мерода: «Он доброй породы». В следующем году, после упорного и кровопролитного сражения при Неервиндене, монарх добавил: «Добрый пёс славно гонит». В этом деле граф де Мерод спас от верной смерти своего отчима, атакованного вражеской кавалерией.
Мать, пытавшаяся заставить сына отказаться от опасностей лагерной жизни, убедила мужа оставить графа простым кавалеристом его личной роты, и не допускать к более суровой службе. Молодой солдат смирился с этим и в качестве обычного всадника провёл две кампании, участвовал во взятии Намюра Вильгельмом Оранским в 1695 году, а через несколько дней отличился, ранив французского командира полка, потребовавшего от него сдаться.
После этого Мерод добился напрямую от короля Испании командования двумя ротами кавалерии, с которыми служил в Мехелене под началом маркиза де Леганеса. Несколько раз отличился, а особенную славу ему принесла рискованная вылазка: находясь на аванпосту, граф с двумя сотнями кавалеристов проник во вражеский лагерь, захватил штандарт, пленных, и вернулся с трофеями в расположение своей армии.
По окончании кампании Мерод отказался от командования немецким пехотным полком, который ему предлагал Леганес, и также отклонил предложение принца Евгения отправиться в Венгрию в поход на турок, после чего вернулся в Нидерланды с патентом кампмейстера, став командиром испанского пехотного полка, стоявшего гарнизоном в Остенде.
После смерти Карла II граф разделил участь своей страны, подчинившись французам. Вступив в брак, он на обратном пути из Испании провёл несколько дней в Париже и был милостиво принят Людовиком XIV в Версале.
После начала войны за Испанское наследство Мерод, принёсший присягу Филиппу V Анжуйскому, отправился в Италию с чином бригадира в армии герцога Вандомского. 26 июля 1702 он отличился при переходе Кростоло, в августе командовал французским резервом в битве при Луццаре, и, несмотря на атаки противника, обеспечил коммуникации с По. Через несколько дней участвовал во взятии Гуасталлы.
В 1703 году в Нидерландах командовал одной из колонн в битве при Экерене. Осенью 1704 года в чине лагерного маршала командовал испанскими и валлонскими частями в кровопролитном Гохштедтском сражении, где принц Евгений и герцог Мальборо разбили маршалов Таллара и Марсена. В самом начале боя вражеское ядро снесло голову его лошади, а затем под ним была убита ещё одна. В конце, когда маршал Таллар, считая битву проигранной, начал отступление, Мерод повёл своих кавалеристов в атаку, надеясь добыть победу, но в схватке с противником, превосходившим его людей числом, был разбит, сброшен с коня, и только благодаря своему мужеству сумел избежать плена и вернуться к своим.
Курфюрст Баварский в присутствии всех генералов написал королям Франции и Испании, что Мерод был единственным, кто по-настоящему отличился в тот печальный день. Через несколько дней, после того как распространились слухи о начале мирных переговоров, он добился позволения вернуться на родину. Граф надеялся, в награду за службу, получить пост генерала кавалерии Нидерландов, но из-за придворных интриг эта должность досталась графу Эгмонту. В гневе из-за того, что он считал ущемлением своих законных прав, Мерод отказался продолжать службу Филиппу V и в 1705 году вернулся в свои владения.
В бездействии он оставался недолго. Находясь в Ахене, граф получил любезное письмо императора, к которому прилагался патент генерала кавалерии, в котором Мероду отказали французы. Он принял предложение, и, письменно сообщив о своём решении Людовику XIV и Филиппу V, перешёл под знамёна кайзера Иосифа, вернувшего графу землю Мероде, секвестрированную после того, как тот поступил на франко-испанскую службу. Произведён в имперские генералы кавалерии 1 августа 1705.
Под командованием герцога Мальборо и принца Евгения он в 1706 году участвовал в битве при Рамийи, отдавшей Испанские Нидерланды в руки союзников, 11 июля 1708 сражался в битве при Ауденарде, а в конце того года принимал участие во взятии Лилля, Гента и Брюгге.
В битве при Мальплаке он не участвовал, а через несколько месяцев был отставлен от командования  Евгением Савойским и Мальборо, расположения которых, он, по собственным словам, отказывался добиваться, будучи военным, а не куртизаном.
Имея весьма гордый нрав, и очень высоко оценивая собственные военные таланты, Мерод в своих  мемуарах даёт весьма нелицеприятные характеристики знаменитым генералам, несправедливо обвиняя Мальборо в отсутствии военного опыта, а принца Евгения в чрезмерно жестоких реквизициях.
Удалившись в Вестерло, Мерод получил достоинство имперского графа, а в 1709 году от Карла III Испанского — гранда Испании. В 1711 году, после восшествия на императорский трон, Карл призвал к себе маркиза Вестерло, и тот участвовал в коронации во Франкфурте 22 декабря, и прибыл в Вену в составе свиты, получив должность первого дворянина Палаты императора.
В этой должности Мерод оставался недолго. Пребывание при дворе его тяготило, и в 1712 году он отправился в путешествие по Италии, откуда вернулся в Вестерло в конце следующего года. Провёл в этом поместье ещё два года (1714—1715). По возвращении из Италии ему был обещан пост губернатора Люксембурга, но благодаря вмешательству принца Евгения должность досталась протеже последнего, графу Гронсфельду.

Герб маркиза де Вестерло

По словам маркиза Вестерло, он полагал себя совершенно забытым сильными мира сего, когда в 1716 году неожиданно получил предложения занять должность вице-президента Гофкригсрата, чин генерал-фельдмаршала (произведён 1.05.1717) и капитанство ротой трабантов императорской гвардии. Мало расположенный принять эти предложения, маркиз только в июле 1717 года склонился на уговоры друзей и прибыл в Вену. Двумя месяцами ранее он выдал единственную дочь за богемского сановника графа фон Чернина, но его собственная жена умерла вскоре после того, как Вестерло обосновался в австрийской столице.
Эта потеря, открытая враждебность, которую демонстрировал принц Евгений, и слабость императора Карла VI побудили маркиза окончательно покинуть двор и отказаться от всех должностей. Многие годы мечтая о путешествии в Азию или в Индии, он был вынужден отказаться и от этих планов и в 47 лет жениться в третий раз, дабы произвести наследника.
На шестом десятке испытания Вестерло не закончились, так как маркиз де При, управлявший Нидерландами от имени принца Евгения, начал против него процесс. По словам Мерода, его долги были связаны с тем, что за 19 лет имперской службы он не получал содержания ни как генерал кавалерии, ни как генерал-фельдмаршал. Чтобы избежать ареста своих доходов, маркиз был вынужден заложить посуду и драгоценности. Палач Аннессанса был послан к нему в качестве исполнителя; чтобы избежать задержания в Вестерло, маркиз укрылся в своих имперских владениях, после чего отправился искать справедливости в Вене, но там был схвачен и провёл шесть месяцев в заключении. Эти события, по-видимому ускорили его конец, и по возвращении в свой замок Мерод маркиз умер от инсульта.
Известный, в основном, под именем маркиза де Вестерло, которым он обычно пользовался, граф де Мерод был первым полковником драгунского полка Вестерло, позднее прославившегося под именем драгунов де Латура. Помимо военной службы, он был связан дружескими отношениями с Лейбницем, с которым состоял в переписке. Мемуары маркиза де Вестерло были изданы его правнуком графом Анри де Меродом в двух томах в 1840 году в Брюсселе.

## Семья
1-я жена (4.09.1701, Байонна): принцесса Мария Тереза Пиньятелли (02.09.1682—09.08.1718), дочь Никколо Пиньятелли, герцога ди Монтелеоне, и Джованны Пиньятелли Тальявия Арагона Кортес, герцогини ди Монтелеоне. Познакомился с будущей невестой ещё ребёнком, во время своей первой поездки в Мадрид.
Дети:
- Жан-Максимильен-Никола де Мерод (10.09.1702—24.03.1704)
- Изабель-Мари де Мерод (13.10.1703—1.04.1780), дама ордена Звёздного креста. Муж 1) (12.05.1717): граф Франц Йозеф фон Чернин унд Худениц (1696—1733), герр фон Петерсбург, наследственный виночерпий Богемского королевства, богемский наивысший земский судья
- Мари-Эмманюэль де Мерод (30.12.1704—17.08.1706)

2-я жена (29.06.1721, Петерсхейм): принцесса Шарлотта Амалия Элеонора Вильгельмина Александрина фон Нассау-Хадамар (21.09.1703—25.09.1740), дочь князя Франца Александра фон Нассау-Хадамара и Элизабет Катарины Фелиции фон Гессен-Рейнфельс-Роттенбург
Дети:
- Жан-Гийом-Огюстен де Мерод (16.06.1722—7.01.1762), маркиз де Вестерло. Жена (3.07.1742): Луиза де Роган (1728—1792), дочь Шарля де Рогана-Гемене, принца де Монтобана, и Элеоноры-Эжени де Бетизи де Мезьер
- Кристина-Жанна де Мерод (7.05.1724—1769), монахиня в Мобёже
- Мари-Элизабет-Фелисите де Мерод (1.07.1728 — после 1792)
- Филипп-Максимильен-Вернер-Матье де Мерод (4.07.1729—25.01.1773). Жена (31.03.1759): Мари-Катрин-Жозефа де Мерод (1743—1794), принцесса де Рюбампре, дочь Максимильена-Леопольда-Гислена-Леона-Антуана-Жозефа де Мерода, князя де Рюбампре и Эверберга
- Фредерик-Огюст де Мерод (18.06.1730—?)
- Мари-Тереза де Мерод (ум. 3.09.1782), монахиня в Мобёже
- Мари-Жозефа де Мерод (21.02.1732—?), монахиня в Монсе

Бастард:
- барон Филипп фон Квабек (ум. 09. 1761)